# صلیب شایستگی (لهستان)
صلیب شایستگی (انگلیسی: Cross of Merit) یک جایزه و مدال ملی در کشور لهستان است که در ۲۳ ژوئن ۱۹۲۳ میلادی مقرر شد.
این مدال در سه سطح (درجه) اهدا می‌شود:
| ۱. صلیب طلایی شایستگی  |
| ۲. صلیب نقره‌ای شایستگی |
| ۳. صلیب برنزی شایستگی  |

در همان هنگام که این جایزه و مدال ایجاد شد، صلیب شایستگی، بالاترین جایزهٔ ملی در کشور لهستان محسوب می‌شد. این جایزه به شهروندانی اهدا می‌شود که بسیار فراتر از وظایف مقررشان، برای جامعه و کشور عمل کرده‌اند.
این مدال برای هر فرد، تا سقف دو مرتبه در هر رده، قابل اعطاست.